# Émile Laoust
Émile Laoust (né le 20 juillet 1876 à Fresnes-sur-Escaut (Nord) - mort le 20 août 1952 à Rabat, au Maroc) est un orientaliste, linguiste français, spécialisé sur le monde berbérophone, auteur de nombreux travaux sur les dialectes berbères d'Afrique du Nord. Il fut professeur à l'École supérieure de langue arabe et de dialectes berbères de Rabat.
Au début du XXe siècle, il fait partie des savants prestigieux comme René puis André Basset et Edmond Destaing (1913-1940) à avoir une activité intense d’exploration et de description linguistique, du Maroc à l'Égypte, de publications scientifiques qui vont constituer le socle de la documentation berbérisante dont les matériaux sont une référence encore incontournable.
Émile Laoust est dialectologue et ethnographe. Il est le premier titulaire d'un enseignement du berbère au Maroc pendant vingt-trois ans. Il commence sa carrière comme instituteur dans le nord de la France avant de poursuivre en Algérie à Marengo, aujourd'hui Hadjout (où il eut comme adjoint Mohand Said Lechani), puis à Ghardaïa. Il soutient sa thèse en 1912 à la faculté des Lettres d'Alger sur les parlers berbères du Chenoua. Dès l'année suivante, Lyautey l'appelle à l'École supérieure de langue arabe et de dialectes berbères à Rabat au Maroc. En 1935, il devient professeur honoraire, mais poursuit ses travaux, surtout sur le Maroc, jusqu'à sa mort.
Il a pour fils Henri Laoust (1905-1983), orientaliste également, spécialiste du droit canonique musulman, professeur de sociologie musulmane au Collège de France, membre de l'Institut, Académie des inscriptions et belles lettres.

## Travaux principaux d'Émile Laoust
- Laoust, Émile, 1912 — Étude sur le dialecte berbère de Chenoua, comparé avec ceux des Beni-Menacer et des Beni-Salah, Paris, Librairie Ernest Leroux, II-199 p.
- Laoust, Émile, 1918 — Étude sur le dialecte berbère des Ntifa: grammaire, textes, Paris, Librairie Ernest Leroux, XVI-446 p.
- Laoust, Émile, 1920 — Mots et choses berbères, notes de linguistique et d'ethnographie, dialectes du Maroc, Paris : A. Challamel, XX-531 p.
- Laoust, Émile, 1921 — Cours de berbère marocain, grammaire, vocabulaire, textes. Dialectes du Sous, du Haut et de l'Anti-Atlas, Paris : A. Challamel, XV-312 p.
- Laoust, Émile, 1929 — Cours de berbère marocain. Dialecte du Maroc central. Zemmour. Beni Mtir. Beni Mguild. Zayan. Ait Sgougou. Ichqern. 2e édition, Chartres, impr. Durand; Paris, Libr. orientaliste, Paul Geuthner, XXII-323 p.
- Laoust, Émile, 1932 — Siwa: I. Son parler, Paris, Librairie Ernest Leroux, Publications de l'Institut des hautes-études marocaines, n° xxiii, xxiii, 317 p.
- Laoust, Émile, 1949-1950 — Contes berbères du Maroc : textes berbères du groupe Beraber-Chleuh (Maroc central, Haut et Anti-Atlas), Paris, Larose, 2 vol.
- Laoust, Émile, 1993 — Noces berbères: les cérémonies du mariage au Maroc : textes bilingues et documents inédits; éd. établie par Claude Lefébure, [Aix-en-Provence] : Edisud; [Paris] : la Boîte à documents, 198 p.